# Симон-Боливар (муниципалитет штата Ансоатеги)
Симон-Боливар (исп. Simón Bolívar) — муниципалитет в составе венесуэльского штата Ансоатеги. Административный центр — город Барселона. Муниципалитет назван в честь освободителя Южной Америки от Испании Симона Боливара.

## Административное деление
Муниципалитет делится на 6 приходов:
- Бергантин
- Кайгуа
- Эль-Кармен
- Эль-Пилар
- Нарикуаль
- Сан-Кристобаль

при этом город Барселона занимает два прихода — Эль-Кармен и Сан-Кристобаль